# Emil Hübner
Ernst Willibald Emil Hübner (Düsseldorf, 7 juillet 1834-Berlin, 21 février 1901) est un archéologue et épigraphiste prussien.

## Biographie
Il étudie la philologie et l'archéologie à l'Université de Berlin puis à l'Université de Bonn et voyage en Italie (1855-1857). En 1859, il s'installe à Berlin où il devient professeur de philologie et d'épigraphie latines (1863).
Dès 1860, il fait plusieurs missions en Espagne et au Portugal et devient spécialiste de l'épigraphie romaine de la péninsule Ibérique. Theodor Mommsen le charge de relever les inscriptions romaines d'Espagne et du Portugal pour le deuxième volume du Corpus Inscriptionum Latinarum.
Tenant des rubriques dans les revues Hermes. Zeitschrift für Klassische Philologie (1866-1881) et Archaeologische Zeitung de Berlin (1862-1873), en 1888, il est récompensé par le prix Martorell remis par la mairie de Barcelone pour son Arqueologia de Espana.

## Travaux
- Quaestiones onomatologicae Latinae, 1854
- De senatus populique Romani actis, 1859
- Antichità della Spagna II Tarragona, in Bulletin dell'Instituto di Corresondenza Archaeologica, 1860
- Epigraphische Reiseberichte aus Spanien une Portugal, 1861
- Die antiken Bildwerke in Madrid, 1862
- Inscriptiones Hispaniae Latinae, 1869
- Inscriptiones Britanniae christianae, 1873
- Grundriss zu Vorlesungen über die Geschichte und Encyklopädie der classischen Philologie, 1877
- Arqueologia de Espana, 1888
- Monumenta lingua Iberica, 1893
- Römische Herrschaft in Westeuropa, 1890